# Jackie García
Jacqueline García Delgado (La Habana, 19 de febrero de 1975), conocida artísticamente como Jackie García, es una actriz y conductora cubana, popular por su participación en la televisión mexicana.
Hizo su debut en el año 2000 dentro del elenco de la telenovela Locura de Amor y en las telenovelas Mi pecado y Una familia con suerte, ambas producción de Juan Osorio, y Cuando me enamoro del productor Carlos Moreno Laguillo
Jackie ha demostrado sus cualidades artísticas dentro del programa Bailando por la boda de mis sueños en 2006, también ha sido conductora de programas como La Hora de la Papa y VidaTV.

## Biografía
A los 21 años viene a radicar en México donde entra en el Centro de Capacitación Artística de Televisa del que sale en 2000 cuando recibe su primera oportunidad en televisión dentro de la telenovela Locura de Amor donde interpretó a Priscila Beltrán del productor Roberto Gómez Fernández. Un año más tarde obtiene uno de los personajes protagónicos de la telenovela El juego de la vida nuevamente con Roberto Gómez Fernández como productor. Para 2002 participa en algunos capítulos de la serie Mujer Casos de la Vida Real.
En 2003 Jackie viaja a Miami a grabar la telenovela Rebeca protagonizada por Mariana Seoane, Ricardo Álamo y Pablo Montero donde interpretó a Violeta Pérez enamorada del personaje de Montero.
En 2005 con la salida de Lili Brillanti del programa VidaTV: El Show conducido por Galilea Montijo, Raúl Magaña y Mauricio Barcelata se lanzó el concurso dentro del programa para encontrar al reemplazo de Lili. Jackie ganó el concurso y estuvo de 2005 a 2006 siendo presentada como Jakie.
En 2006 recibe el estelar de la telenovela Código Postal donde interpretó a Marcela Garza Duran una joven engañada y estafada por su tío, ese mismo año y salió al aire Bailando por la boda de mis sueños donde el equipo de Margarita y Josué competía a lado del cantante Alejandro Montaner hijo de Ricardo Montaner sin embargo Margarita anunció su embarazo y por lo tanto debía dejar de bailar, Jackie entró para bailar con Josué y al cabo de unos meses resultaron vencedores ganándole en votos al equipo comandado por Lis Vega.
En 2007 después de ganar el concurso de baile Jackie regresa como conductora en el programa de variedades La Hora de la Papa que condujo junto a Galilea Montijo, Arath de la Torre, Gustavo Murguía y Carlos Gallegos. Después de unos meses el programa sale del aire y a principios de 2008 Jackie recibe la oportunidad de participar en la telenovela Las tontas no van al cielo interpretando a Chayo la esposa del personaje interpretado por Alex Ibarra.
A principios de 2009 Jackie anuncia su aparición en el melodrama Mi pecado donde interpretaría a Blanca Quiroga una pueblerina enamoradiza e inocente que es engañada por el amor de su vida.
En 2010 participa en la telenovela Cuando me enamoro, interpretando a Selene.
En 2011 participa del videoclip de Cristian Castro "Lo dudo".

## Trayectoria

### Televisión
- Qué pobres tan ricos (2013) - Jennifer de Gómez
- Mentir para vivir (2013) - Trabajadora Social de Alina
- Una familia con suerte (2011) - Frida Soria
- Cuando me enamoro (2010-2011) - Selene Carrasco
- Mi pecado (2009) - Blanca Quiroga
- Al diablo con los guapos (2008) - Rosario
- Las tontas no van al cielo (2008) - Chayo
- La Hora de la Papa (2007 - 2008) - Conductora
- Bailando por la boda de mis sueños (2006) - Concursante-ganadora
- Código postal (2006-2007) - Marcela Garza Durán
- El juego de la vida (2001-2002) - Daniela Duarte
- Locura de amor (2000) - Priscila Beltrán

### Videos musicales
- Muchachita Consentida - Rayito Colombiano (2008)
- Lo Dudo - Cristian Castro (2011)

### Teatro
- Don Juan Tenorio - Gou Producciones y Los Mascabrothers
- A oscuras me da Risa - Los Mascabrothers y Raul Araiza Herrera

## Premios y nominaciones

### Premios TVyNovelas
| Año  | Categoría                    | Telenovela    | Resultado |
| ---- | ---------------------------- | ------------- | --------- |
| 2007 | Mejor actriz juvenil estelar | Código postal | Nominada  |